# Afterburn (фильм)
Afterburn — будущий американский научно-фантастический боевик режиссёра Джей Джей Перри по сценарию Мэтта Джонсона. Главные роли в фильме исполнят Дэйв Батиста и Сэмюэл Л. Джексон. В основе сюжета одноимённая серии комиксов Red 5 Comics Скотта Читвуда и Пола Энса.

## Сюжет
Действие фильма происходит спустя 10 лет после того, как солнечная вспышка уничтожила технологии на всей планете. Бывший солдат Джейк, зарабатывает охотой за сокровищами, добывая ценные предметы из старого мира для влиятельных клиентов. Его последняя миссия — в команде с борцом за свободу Дреа вернуть Мону Лизу до того, как до неё доберётся обезумевший военачальник.

## В ролях
- Дэйв Батиста — Джейк, бывший солдат
- Сэмюэл Л. Джексон — Валентин, борец за свободу[2]
- Ольга Куриленко — Дреа
- Кристофер Хивью[3]

## Производство
В апреле 2012 года стало известно, что Томми Виркола станет режиссёром, а Джерард Батлер исполнит главную роль в боевике Afterburn. 15 февраля 2018 года стало известно, что режиссёром фильма станет Чон Бён Гиль, а автором сценария Мэтт Джонсон. К февралю 2024 года Батлер и Бён Гиль покинули проект, и режиссёром фильма стал Джей Джей Перри, а Дэйв Батиста и Сэмюэл Л. Джексон присоединились к актёрскому составу, исполнив роли Джейка и Валентина соответственно. Начало основных съёмок запланировано на апрель 2024 года в Европе.
Первоначально продюсированием фильма должны были заниматься кинокомпании Original Film (Нил Мориц и Тоби Джаффе), G-BASE (Алан Сигел и Джерард Батлер), Endurance Media (Стив Ричардс) и Льюис Тэван Ким. Исполнительными продюсерами фильма должны были стать Стив Барнетт и Джеймс Томлинсон. Финансирование должно было осуществляться Endurance Media. После ухода Джерарда Батлера и прихода Дэйва Батисты, G-BASE вышла из проекта и была заменена на Dogbone Entertainment и Батисту.
Основные съёмки начались 10 мая 2024 года в Братиславе и завершились 27 июня.
Фильм был представлен для продажи на Европейском кинорынке в феврале 2024 года.